# Малонехворощанский сельский совет
Малонехворощанский сельский совет (укр. Малонехворощанська сільська рада) — входит в состав
Машевского района
Полтавской области
Украины.
Административный центр сельского совета находится в
с. Малая Нехвороща.

## Населённые пункты совета
- с. Малая Нехвороща
- с. Свистуновка